# Locomotive à engrenages

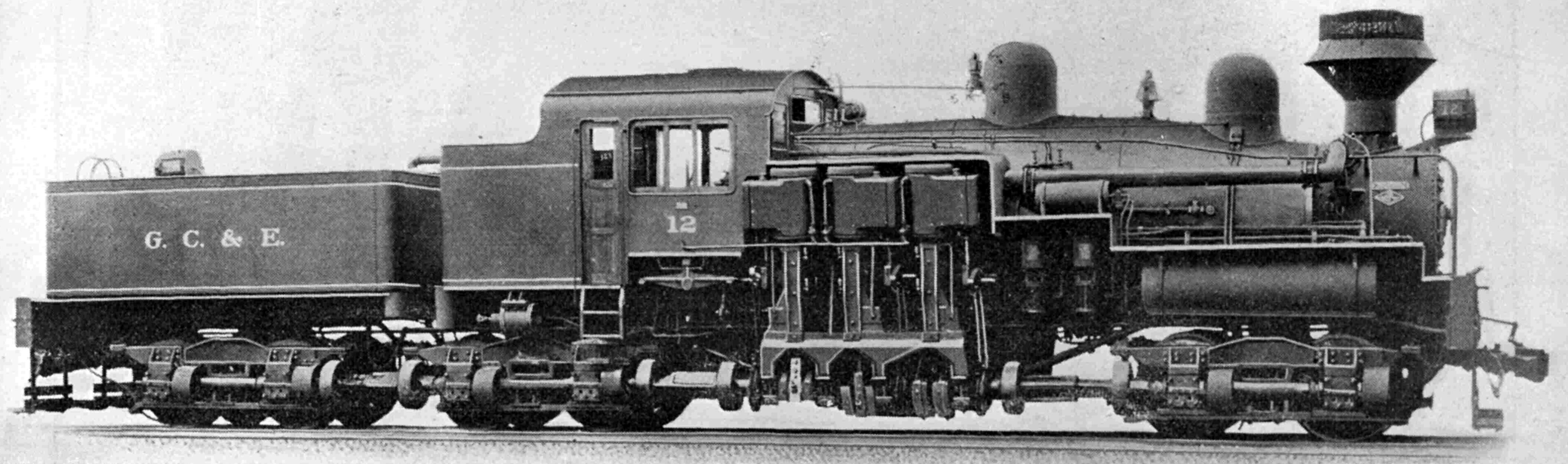
Une locomotive Shay

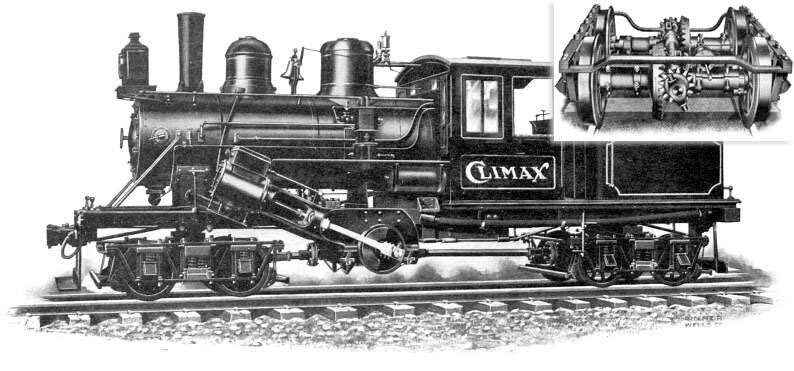
Une locomotive Climax

Le terme locomotive à engrenages désigne une catégorie de locomotive à vapeur articulée dont la transmission se fait non par une distribution classique mais par des systèmes d'engrenages.

## Avantages des machines à engrenages
Le mode de distribution par engrenage offre des avantages spécifiques aux locomotives qui en sont équipées :
- Couple très élevé dès les plus bas régimes, grâce à la réduction apportée par les couples coniques.
- Bogies moteurs articulés permettant de négocier des courbes très serrées et de maintenir une puissance motrice importante même sur des voies inégales ou irrégulières.

Ces caractéristiques ont fortement poussé l'utilisation des locomotives de type Shay, Climax, Heisler et Willamette vers l'exploitation forestière, les mines et carrières.

## Types de locomotives
Selon le mode de transmission on distingue :
- Le type Shay où le moteur est latéral, à cylindres verticaux et actionne un arbre de transmission courant le long de la machine et entraînant les essieux par couples coniques. L'arbre est en plusieurs sections raccordées par cardans, les essieux étant regroupés en plusieurs bogies. La locomotive est dissymétrique car, pour laisser la place au moteur, le corps cylindrique (foyer, chaudière, boîte à fumée) est décentré.

- Le type Climax où le moteur est constitué de deux cylindres inclinés de chaque côté de la machine et actionne un arbre transversal sur lequel un couple conique entraîne un arbre de transmission sous la machine en position centrale.
- Le type Heisler où le moteur est à deux cylindres en V, le reste étant semblable aux Climax.
- Le type Willamette qui est une évolution du type Shay.

D'autres systèmes proposant un système de positionnement des cylindres ou un autre système de transmission ont existé à l'état de prototype. C'est le cas d'un prototype à voie normale construit par Baldwin Locomotive Works sur un brevet de Samuel Vauclain et Kenneth Rushton, déposé le 18 mai 1915 et présentant une machine rappelant une Shay de classe C, avec ses cylindres placés à plat sous le châssis, transversalement à l'arbre de transmission placé sur le côté gauche de la machine.